# Tre Fiori Football Club
Il Tre Fiori Football Club, meglio noto come Tre Fiori, è una società calcistica sammarinese fondata nel 1949 e con sede nel castello di Fiorentino. 
Vincitore per otto volte del Campionato Sammarinese, il club detiene il record di vittorie nella competizione, oltre che essere il club più vincente della Repubblica Serenissima.

## Storia
Il club venne fondato nel 1949 nel castello di Fiorentino per volontà dei fratelli Pio e Bruno Ceccoli, Temeroli Pierini e Pasquale Lettoli, con il nome di Gruppo Sportivo Fiorentinese.
Inizialmente, soprattutto grazie ai finanziamenti di Gino Ceccoli, il club mosse i primi passi nel mondo del ciclismo.
Dalla metà degli anni cinquanta in poi, il club si dedicò ad altri sporti quali box, pesca e il calcio. Pochi anni dopo il club cambiò identità societaria in Tre Fiori per rendere omaggio allo stemma del castello.
Sempre in quegli anni a seguito dalla costruzione del primo campo di calcio a Fiorentino, il club prese parte per la prima volta alla Coppa Titano, vincendola nel 1966.
Prese parte anche ai campionati dilettantistici italiani, arrivando a giocare in Seconda Categoria.
Nel 1985 prese parte alla prima edizione del campionato sammarinese, nella quale, piazzandosi 13º su 17 partecipanti, ottenne immediatamente la prima retrocessione della propria storia.
Ripromosso in massima serie dopo una sola stagione, nel 1985-1986 conquista il primo campionato ai danni del Folgore.
Il club si ripetè poi negli anni novanta, vincendo il campionato per tre anni consecutivi: 1992-1993, 1993-1994, 1994-1995.
Nel 2009, dopo 14 anni di attesa dall'ultima vittoria, il Tre Fiori vinse ai rigori il campionato 2008-2009 contro la Juvenes/Dogana, diventando così la squadra più titolata del campionato sammarinese.
Il successo gli consentì di accedere al primo turno preliminare della UEFA Champions League 2009-2010, dove pareggiò 1-1 sia l'andata sia il ritorno contro il Sant Julià, diventando la prima squadra della Repubblica di San Marino a non subire sconfitte in una gara di UEFA Champions League. Nonostante ciò, venne eliminata dagli andorrani ai calci di rigore con il punteggio di 5-4.
Nel 2010, dopo aver riconfermato il titolo nazionale sconfiggendo il Tre Penne per 2-1, prese nuovamente parte al primo turno preliminare di Champions League.
L'avversario fu il Rudar Pljevlja, che si impose con un 3-0 in trasferta e un 4-1 nel ritorno disputato in Montenegro, estromettendo così la squadra sammarinese.
Il 28 giugno 2018, nel turno preliminare della UEFA Europa League 2018-2019, sconfisse in casa per 3-0 i gallesi del Bala Town, ottenendo un risultato storico sia per il club sia per l'intero movimento calcistico sammarinese.
Il 5 luglio perse il ritorno per 1-0, ma riuscì comunque a qualificarsi per il primo turno di qualificazione, diventando la prima squadra sammarinese a superare un turno nelle competizioni europee. Nel turno successivo, tuttavia, venne nettamente sconfitta dagli sloveni del Rudar Velenje con un punteggio complessivo di 10-0 (7-0 all'andata in Slovenia e 3-0 al ritorno a Forlì).
Un nuovo record venne stabilito il 7 luglio 2022 nel primo turno preliminare di Conference League, quando il Tre Fiori vinse per 1-0 in casa dei lussemburghesi del Fola Esch, conquistando la prima vittoria in trasferta nelle coppe europee per un club sammarinese. Nel ritorno si impose nuovamente per 3-1, accedendo al secondo turno preliminare, dove fu eliminato dal B36 Tórshavn con un risultato complessivo di 1-0.

## Colori e stemmi

### Colori
I colori sociali sono il giallo e il blu e sono legati allo stemma del castello.

## Palmarès

### Competizioni nazionali
- Campionato sammarinese: 8  (record)

1987-1988, 1992-1993, 1993-1994, 1994-1995, 2008-2009, 2009-2010, 2010-2011, 2019-2020
- Coppa Titano: 8

1966, 1971, 1974, 1975, 1985, 2009-2010, 2018-2019, 2021-2022
- Supercoppa di San Marino: 6  (record condiviso)

1991, 1993, 2010, 2011, 2019, 2022

### Altri piazzamenti
- Campionato Sammarinese:

Secondo posto: 1990-1991, 1997-1998, 2006-2007
Terzo posto: 2018-2019, 2024-2025
- Coppa Titano:

Finalista: 2024-2025
Semifinalista: 2007-2008, 2013-2014, 2016-2017, 2019-2020
- Supercoppa Sammarinese/Trofeo Federale:

Finalista: 1988, 1992, 1995, 2007
Semifinalista: 1994, 2008, 2009

## Statistiche e record

### Partecipazioni ai tornei internazionali
| Categoria              | Partecipazioni | Debutto   | Ultima stagione |
| ---------------------- | -------------- | --------- | --------------- |
| UEFA Champions League  | 4              | 2009-2010 | 2020-2021       |
| UEFA Europa League     | 2              | 2018-2019 | 2019-2020       |
| UEFA Conference League | 2              | 2022-2023 | 2025-2026       |

### Statistiche nelle competizioni UEFA
Tabella aggiornata alla fine della stagione 2025-2026
| Competizione           | Partecipazioni | G | V | N | P | GF | GS |
| ---------------------- | -------------- | - | - | - | - | -- | -- |
| UEFA Champions League  | 4              | 7 | 0 | 2 | 5 | 4  | 16 |
| UEFA Europa League     | 2              | 6 | 1 | 0 | 5 | 4  | 20 |
| UEFA Conference League | 2              | 5 | 3 | 1 | 1 | 6  | 2  |

## Società

### Organigramma societario
- Marino Casali	 - Presidente
- Mauro Amici - Vice Presidente
- Giacomo Benedettini - Direttore Esecutivo
- Enzo Conti - Tesoriere
- Giorgio Leoni - Direttore Tecnico
- Sandro Della Valle - Resp. Settore Futsal

## Organico

### Rosa 2024-2025
| N. |                       | Ruolo | Calciatore        |
| -- | --------------------- | ----- | ----------------- |
| 1  | Italia (bandiera)     | P     | Casali Alessio    |
| 17 | Italia (bandiera)     | P     | Michele Nardi     |
| 25 | Italia (bandiera)     | P     | Castagnoli Alex   |
| 93 | Italia (bandiera)     | D     | Rea Simone        |
| 5  | San Marino (bandiera) | D     | Tomassini Alberto |
| 6  | Italia (bandiera)     | D     | Boldini Cristian  |
| 21 | San Marino (bandiera) | D     | Tomassoni Luca    |
| 23 | Italia (bandiera)     | D     | Pesaresi Federico |
| 93 | Italia (bandiera)     | D     | Rea Simone        |
| 4  | Italia (bandiera)     | C     | Sami Brando       |
| 8  | San Marino (bandiera) | C     | Censoni Luca      |
| 11 | Italia (bandiera)     | C     | Pini Alessandro   |

| N. |                       | Ruolo | Calciatore            |
| -- | --------------------- | ----- | --------------------- |
| 3  | Italia (bandiera)     | C     | Aguzzi Bruno          |
| 13 | Italia (bandiera)     | C     | Braschi Lorenzo       |
| 16 | San Marino (bandiera) | C     | Dolcini Federico      |
| 26 | San Marino (bandiera) | C     | Guerra Alberto        |
| 37 | Italia (bandiera)     | C     | Manfroni Matteo       |
| 7  | Italia (bandiera)     | A     | Ciccione Federico     |
| 9  | Italia (bandiera)     | A     | Prandelli Matteo      |
| 10 | Italia (bandiera)     | A     | Bernardi Tommaso Leon |
| 20 | Italia (bandiera)     | A     | Benedettini Federico  |
| 28 | Italia (bandiera)     | A     | Djadji Geremy         |
| 90 | Italia (bandiera)     | A     | Errichiello Daniele   |

### Staff tecnico
- Danilo Girolomoni - Allenatore
- Nicholas Stradaioli - Vice Allenatore
- Rodrigo Baldelli - Preparatore Atletico
- Pietro Martini - Preparatore Portieri
- Vittorio Russo - Match Analyst
- Enrico Quatrale - Fisioterapista
- Domenico Gorgoroni - Team Manager
- Francesco Lo Russo - Direttore Sportivo